# Предсъзнавано
Във Фройдистката психоанализа думата предсъзнавано (оригиналния немски термин на Фройд e das Vorbewusste) е приложена към мисли, които са несъзнателни в даден момент, но не са потиснати и по тази причина могат да бъдат върнати обратно и лесно да станат съзнателни. Предсъзнателните мисли са по този начин „несъзнателни“ в чисто „описателен“ смисъл като опозиция на „динамичния“ такъв.
В класическата психоанализа по този начин си позволява да се
| „                                                     | различават... два вида несъзнателно - единия от които лесно, под често появяващи се обстоятелства, се трансформира в нещо съзнателно и друг при който тази трансформация е трудна и се получава само ако при субекта има значителен разход на усилия или възможно никога. | “ |
| Фройд, Нови уводни лекции върху психоанализата (1932) | |   |

В действителност ранният топичен модел на Фройд не съдържа идеята за предсъзнавано:
1. Ранен модел: несъзнавано – (цензура) – съзнавано
2. По-късен модел: несъзнавано – (цензура) – предсъзнавано – (цензура) – съзнавано[1]

Дейвид Стафорд-Кларк дава следното обяснение за предсъзнавано:
| „ | Ако съзнанието е цялата сума на всичко, с което сме наясно, то предсъзнаваното е резервоар на всичко, което можем да си спомним, всичко, което е достъпно за волево извикване от паметта: складът на спомените. Това оставя несъзнателната област от мисловния живот да съдържа всички примитивни нагони и импулси, повлияни от нашите действия без непременно да сме някога напълно наясно с тях, заедно с всяка значима плеяда идеи или спомени със силен емоционален заряд, които в един момент са налични в съзнанието, но са потиснати, така че повече да не са наличин и достъпни за него, дори и като интроспекция и опити на спомена.. Дейвид Стафорд-Кларк, Какво каза Фройд в действителност (1965) | “ |